# Терроризм армянских националистов
Терроризм армянских националистов — акты систематического устрашения и индивидуальной мести как один из методов деятельности армянских националистических групп (организаций). Терроризм армянских националистов имел своим мотивом вначале борьбу против дискриминации, массовых грабежей и убийств армян в Османской империи со стороны властей и курдских племён, в дальнейшем — месть за геноцид армян в Турции и резню армян в Баку (1918), а также за армянские погромы в Сумгаите (1988) и в Баку (1990) . Термин «армянский терроризм» был впервые официально употреблён в США в ежемесячном бюллетене Государственного Департамента США за август 1982 года.

## До геноцида армян

### Предпосылки и возникновение терроризма

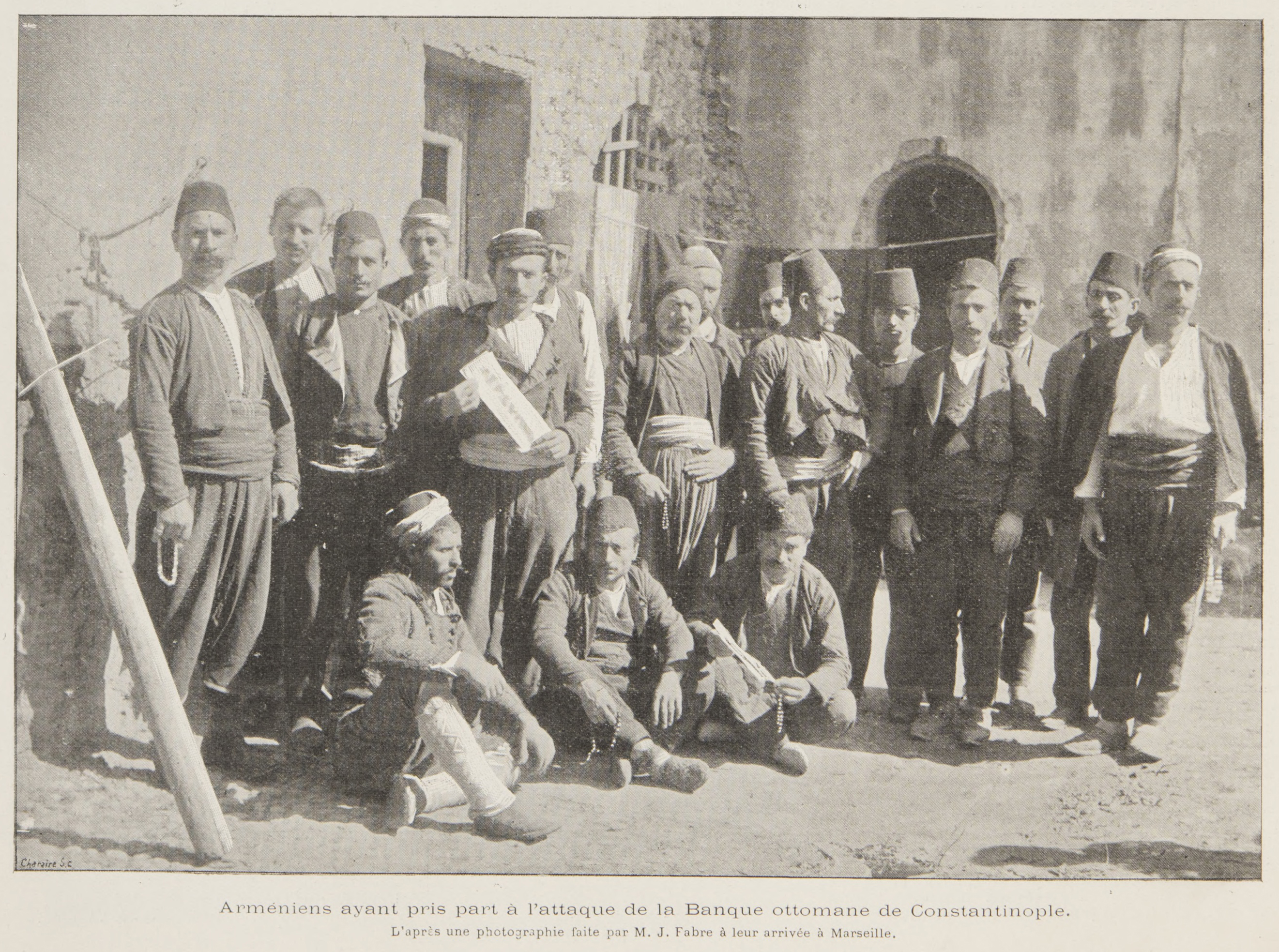
Дашнаки — участники захвата Оттоманского банка

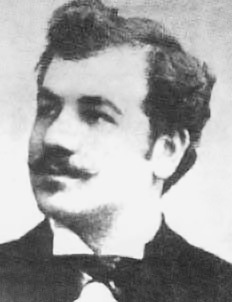
Армен Гаро

Пробуждение в первой трети XIX века национального самосознания многих народов, потерявших собственную государственность, затронуло и армянский народ, тем более что после ряда удачных войн России против Турции и Персии, окончившихся отторжением нескольких провинций с армянским населением и переселением в российское Закавказье многих тысяч армян, у армянского народа не могли не возникнуть надежды на окончательное освобождение от мусульманского ига.
Согласно законам шариата, армяне Оттоманской империи, не будучи мусульманами, считались второразрядными гражданами — зимми. Им запрещалось носить оружие, они должны были платить более высокие налоги. Армяне-христиане не имели права занимать государственные посты, служить в армии, свидетельствовать в суде.
Несмотря на то, что 70 % армянского населения составляли бедные крестьяне, среди мусульманского населения был распространён стереотип хитрого и успешного армянина с большим коммерческим талантом. Враждебность к армянам усугубляли нерешённые социальные проблемы в городах и борьба за ресурсы в сельском хозяйстве. Эти процессы осложнялись притоком мухаджиров — мусульманских беженцев с Кавказа (после Кавказской войны и русско-турецкой войны 1877—78 годов) и из новообразованных балканских государств, а также крымских татар. Изгнанные христианами со своих земель, беженцы переносили свою ненависть на местных христиан. Претензии армян на предоставление гарантий личной и коллективной безопасности и одновременное ухудшение их положения в Оттоманской империи привели к возникновению так называемого «армянского вопроса» как части более общего восточного вопроса.
Первое крупное восстание против османского режима произошло в 1862 году в Зейтуне, который представлял остаток последнего армянского королевства Киликии, и в 1618 году получил от османского султана Мурада IV свободу от налогообложения и государственного вмешательства в обмен на ежегодную дань. Однако в середине 19 века османские власти решили расселить в Зейтуне и соседних областях 30 тыс. черкесских беженцев, бежавших из России, и для этого они отозвали особый статус Зейтуна, а также послали военную экспедицию из нескольких десятков тысяч солдат, напасть на армянские города в 1862 году. Эта попытка, как и позднейшая попытка нападения на Зейтун в 1895 году была успешно отбита армянами. Лусине Налбандян полагает, что события 1862 года стали началом национального движения за независимость от Оттоманской империи. Рональд Суни, наоборот, считает, что это было случайное восстание, вызванное действиями османского правительства.
В 1882 году в Эрзерумской области было создано одно из первых армянских объединений — «Сельскохозяйственное общество», призванное защитить армян от грабежей, осуществлявшихся курдскими и другими кочевыми племенами. В 1885 году была создана первая армянская политическая партия «Арменакан», платформа которой предусматривала достижение местного армянского самоопределения при помощи просвещения и пропаганды, а также военной подготовки для сопротивления государственному террору. Программа партии не предусматривала открытого сопротивления и отделения от Оттоманской империи даже в отдалённой перспективе. В 1887 году возникла социал-демократическая партия «Гнчак», целью которой было освобождение турецкой Армении путём революции и создание независимого социалистического государства. Программа «Гнчака» предполагала участие в революции всех этнических групп турецкой Армении и последующую гарантию всех гражданских прав по европейскому образцу. Наконец, в 1890 году в Тифлисе прошёл первый съезд наиболее радикальной партии «Дашнакцутюн». Программа партии предусматривала автономию в пределах Оттоманской империи, свободу и равенство для всех групп населения, а в социальной части опиралась на создание крестьянских коммун как основных элементов нового общества. Для этого «Дашнакцутюн» предполагала организацию вооружённых групп, которые должны были бороться против эксплуататоров, коррумпированных чиновников и предателей, в том числе и террористическими методами. Однако большинство армянского населения после столетий репрессий и положения людей второго сорта боялось сопротивления, полагая, что оно приведёт к ещё большим страданиям. Привилегированные классы армян также не разделяли социалистические устремления армянских партий, видя в них угрозу собственному благосостоянию.
В первой редакции (1892 г.) политической программы Армянской революционной федерации «Дашнакцутюн» пункты 8 и 11 раздела «Средства [революционной борьбы]» принципиально предусматривали применять террор в отношении «представителей власти, изменников, предателей, ростовщиков и всякого рода эксплуататоров», «разорять и разрушать правительственные учреждения». Аналогичные формулировки средств и методов борьбы присутствовали и в документах партии «Гнчак». Первоначально террор был направлен против тех армян, которые находились на службе у султанского режима и считались предателями: так, дашнаками были убиты руководитель разведки султана Абдул-Хамида Арташек, глава жандармерии Адиси Тигран, Максут Симон-бей и др.
В 1894 году армянское население Сасуна отказалось от фактически двойного налогообложения, и поддерживаемые членами партии Гнчак, подняли вооружённое восстание. На подавление протеста был послан Четвёртый армейский корпус. Восставшиени сдались после трёх месяцев обороны, под обещание амнистии и подав официальное обращение султану. Обещания не были сдержаны и около 3000 жителей Сасуна были убиты.
Послы Британии, Франции и России предложили создать комиссию по расследованию этих событий, однако предложение было отклонено Портой. В сентябре 1895 года гнчакисты решили провести большую демонстрацию против нерешенности проблемы безопасности армян, однако она была остановлена полицией. В результате начавшейся перестрелки десятки армян были убиты, сотни ранены. Полиция передавала армян учащимся исламских учебных заведений Стамбула, которые забивали их до смерти. 8 октября мусульмане убили и заживо сожгли около тысячи армян в Трабзоне.
Неспособность решить проблему мирным путем и массовые убийства армян подтолкнули дашнаков на захват здания Оттоманского банка в Стамбуле 26 августа 1896 года. Взяв в заложники европейский персонал и, угрожая взрывом банка, они потребовала от турецкого правительства провести обещанные политические реформы. В результате переговоров дашнаки покинули банк под личные гарантии представителя российского посольства и директора банка. Однако власти распорядились начать нападения на армян ещё до того, как группа дашнаков покинула банк. В течение двух дней при очевидном попустительстве властей было убито более 6000 человек. Точное число жертв резни 1894—1896 годов подсчитать невозможно. Находящийся в это время в Турции лютеранский миссионер Иоганнес Лепсиус насчитал 88 тыс. убитых и множество насильственно обращенных сотни разоренных церквей и превращенных в мечети. Поздние источники оценивают число жертв в 1894-96 гг. от 80 до 300 тысяч армян (см. Массовые убийства армян в 1894—1896 годах).
В июле 1905 г. дашнаки предприняли покушение на султана Абдул-Хамида, заминировав его карету. После младотурецкой революции 1908 года и свержения режима «зулюма» («тирании») дашнаки отказались от насильственных мер борьбы в Турции, поддержали младотурок и превратились в парламентскую партию.
Попытки армян собственными террористическими методами противостоять государственному террору против армянского населения в Османской империи используются отрицателями геноцида армян для оправдания массовых убийств («тезис провокации»). Впервые «тезис провокации» появился в работе Уильяма Лангера «Дипломатия империализма», где он предположил, что революционные лидеры армян рассчитывали, что вызванные их действиями страдания армян привлекут внимание к армянскому вопросу. Вальтер Лакер в книге «Эпоха Терроризма» отмечает, что армянские революционеры 1880-х и 1890-х предполагали, что их атаки на турок приведут к жестокому возмездию, которое, в свою очередь, вызовет радикализацию армянского населения и сможет привести к интервенции западных стран. Затем «тезис провокации», был повторен в работе Стэнфорда Шоу 1977 года, где утверждалось, что резня была реакцией на армянскую провокацию и что гнчакисты намеревались создать социалистическую армянскую республику в шести анатолийских областях, в которых все мусульмане будут депортированы или убиты. Эта точка зрения была оспорена Дональдом Блоксхэмом и Рональдом Суни, считавшими, что для такого утверждения нет никаких доказательств. Роберт Мелсон, анализируя утверждение Шоу, отмечает, что подобное мнение не находит подтверждения у других историков, а сам Шоу делает подобное заключение без ссылок на какие-либо цитаты и не давая пояснений. Лорд Кинросс отмечает, что армяне, перейдя от отдельных вылазок к восстанию, призывали также всех мусульман выступить против деспотического правления Абдул-Хамида.

### Террористическая деятельность в Закавказье
За подавляющим большинством терактов, осуществлённых в российском Закавказье, стояла партия «Дашнакцутюн», которая к 1903 году приобрела большую популярность среди армянского населения благодаря своей националистической идеологии. Вначале основные усилия этой организации были направлены на освобождение армян от власти Турции, и она поддерживалась в этом российскими властями. В дальнейшем, однако, партия «Дашнакцутюн» заняла крайне антироссийские позиции — причиной этого стал правительственный указ от 12 июня 1903 года, направленный на ограничение экономической базы Армянской апостольской церкви, что, в свою очередь, подрывало финансовое благополучие «Дашнакцутюн» (указ был отменён в 1905 году). Помимо физического устранения тех, кто мешал осуществлению их целей, дашнаки занимались вымогательством, обкладывая данью богатых армян. Среди осуществлённых дашнаками терактов были убийство 11 мая 1905 года бомбой, брошенной Дро Канаяном, бакинского губернатора князя Михаила Накашидзе, который являлся одним из организаторов армянского погрома в Баку в феврале того же года, и убийства бакинских полицейских чиновников, обвинявшихся в том же, — Махмедбекова, Микеладзе, Шахтахтинова. В 1907 году на четвёртом внеочередном съезде дашнаков, проходивший в Вене, было принято решение начать расправляться с чиновниками Российской империи, начиная со Столыпина. 3 июля того же года в Александрополе дашнакскими террористами был убит генерал Максуд Алиханов-Аварский, имевший прозвище «татарский генерал», который летом 1905 года был послан для «умиротворения» Эриванской губернии и, по утверждениям российских газет, открыто покровительствовал татарам вообще и своим родственникам ханам Нахичеванским — в особенности, в резне армян. Вместе с ним была убита жена генерал-лейтенанта Глебова и кучер — обозный солдат. В газете «Дрошак» (печатный орган «Дашнакцутюн») в номерах 5 и 6 за 1910 год опубликованы хвалы убийцам из числа дашнаков, в том числе и за смерть Алиханова. К началу 1907 года, благодаря неразборчивости в применении насилия, популярность дашнаков снизилась, но, тем не менее они продолжали играть основную роль в поддержании власти террора на Кавказе как минимум до 1909 года.
Члены армянской социал-демократической партии «Гнчак» в открытую провозгласили террористические методы «как средство самообороны, революционной агитации и оружие борьбы против вредной деятельности властей». 14 октября 1903 года они совершили покушение на главнокомандующего российской армией на Кавказе князя Голицына, которого они считали ответственным за политику конфискации имущества армянской церкви. Голицын ожидал нападения и носил кольчугу, поэтому был всего лишь ранен. К 1908 году «Гнчак» утратил своё влияние в связи со злоупотреблением лидеров своим положением, и внутри организации начались разногласия. Контроль центральных органов ослаб, и преступная деятельность её членов возросла.

### Террор против армян
Хотя такие армянские организации, как «Дашнакцутюн», и направляли основные усилия против турецких властей, они считали террор и вымогательство в России приемлемыми методами для сбора средств на свою деятельность. Так, 15 декабря 1903 года в Москве на паперти армянской церкви был убит банкир Джамгаров. Убийца Матевос Минасянц, как выяснилось на следствии, совместно с товарищами по поручению армянского революционного комитета похитил Джамгарова в Шуше и под угрозой оружия получил от него расписку с обещанием передать 30 тысяч рублей в кассу партии. Джамгаров обещания не сдержал, за что и был приговорён к смерти. В память о Джамгарове около армянской церкви Сурб Арутюн в Москве был построен поминальный дом.
22 июля 1907 года в Нью-Йорке на Юнион-сквер был застрелен торговец коврами Тавшанджян. Его убийца Бедрос Амбарцумян, задержанный на месте преступления, заявил, что он спас свою страну, убив Тавшанджяна, так как убитый не хотел давать денег для её освобождения. Выяснилось, что многие зажиточные армяне города получили угрозы убийства, если не заплатят по 10 000 долларов на деятельность по свержению власти Турции в регионах с армянским населением. Спустя час после убийства эти люди получили новые предупреждения о том, что с ними будет то же самое, что с Тавшанджяном, если они не заплатят. Было установлено, что убийство было организовано главой местного отделения партии «Гнчак» Арзуяном, который подозревался в причастности к убийствам других армян в США. В 1908 году в Каире был убит писатель и революционер Арпиар Арпиарян, один из видных деятелей Реорганизованной партии «Гнчак», основатель реалистического направления в современной армянской литературе, который опубликовал данные о преступной деятельности своих соотечественников.

## После геноцида 1915 года: Операция «Немезис»

Мисак Торлакян — убийца бывшего министра внутренних дел Азербайджана Бехбуд хана Джеваншира. Признан виновным, но освобождён от ответственности британским военным трибуналом по причине невменяемости на момент преступления.

В октябре 1919 года IX съезд партии «Дашнакцутюн» принял решение об уничтожении лиц, ответственных за геноцид армян. Операция получила название «Немезис». Некоторые авторы охарактеризовали её как террористическую. Согласно одному из этих авторов, она явилась редчайшим случаем, когда целью террористической акции была попытка восстановить справедливость и отомстить за истребление народа. Был рассмотрен список из 650 виновников геноцида, из которых отобран 41 человек. Участники операции подчёркивали, что они лишь выполняют решение Константинопольского суда, который в 1919 году заочно приговорил организаторов геноцида к смерти. Так, активный участник операции Аршавир Ширакян говорил: «Наша организация не имеет плана истребления. Она лишь осуществляет наказание лиц, которые были заочно осуждены и признаны виновными в совершении массовых убийств. Армянские предатели дополнили наш список».
Для руководства операцией был организован Ответственный орган (руководитель — посланник Республики Армении в США Армен Гаро) и Особый фонд (руководитель — Шаан Сатчаклян). Оперативное руководство и материальное обеспечение операции осуществляли Шаан Натали и Григор Мержанов. В сборе информации ключевую роль сыграл Грач Папазян, который под видом турецкого студента проник в эмигрантские круги младотурок. Убийства осуществлялись следующим образом: сначала организовывалась группа в 3-5 человек для слежки, затем один, иногда (в случае, если турок сопровождался телохранителями) — 2-3 человека, осуществляли убийство. Основными организационными центрами операции были редакции газет «Чакатамарт» (Стамбул) и «Дрошак» (Бостон). Помимо лидеров младотурок руководство операции «Немезис» приняло решение о ликвидации некоторых деятелей мусаватистского правительства Азербайджана, виновных, по их мнению, в организации резни армян в Баку в сентябре 1918.
В ходе операции в 1920—1922 годах были убиты следующие лица:
- 19 июня 1920 г. в Тифлисе убит бывший премьер-министр Азербайджана Фатали Хан Хойский, виновный, по мнению руководителей операции, в резне армян в Баку в сентябре 1918 г.[65] Одновременно был ранен бывший министр юстиции Азербайджана Халил бек Хасмамедов, а также один из террористов.
- 19 июля 1920 г. в Тифлисе убит заместитель председателя Национального парламента Азербайджана Гасан-бек Агаев.
- 15 марта 1921 г. в Берлине убит бывший министр внутренних дел Турции Талаат-паша, который стоял в «черном списке» под № 1, один из трёх главных организаторов Геноцида армян.
- 19 июля 1921 г. в Стамбуле убит бывший министр внутренних дел Азербайджана Бехбуд хан Джеваншир за организацию резни армян в Баку[66] .
- 5 декабря 1921 г. в Риме во время конной прогулки убит бывший великий визирь (премьер-министр) в первом кабинете младотурок Саид Халим-паша.
- 17 апреля 1922 г. в Берлине во время семейной прогулки убиты бывший вали Трапезунда Джемал Азми[англ.] (известный, в частности, тем, что утопил 15000 армян[67]), и создатель организации «Тешкилят-и Махсуса» («Специальный комитет»), непосредственно осуществлявшей геноцид — Бехаэтдин Шакир, а также телохранитель последнего.
- 25 июля 1922 г. в Тифлисе был убит бывший министр военно-морских сил Турции Джемал-паша.

Помимо вышеперечисленных лиц в 1920 г. в Константинополе были убиты также несколько армян, известных как пособники турок:
- Мкртич Арутюнян, по словам Аршавира Ширакяна «садист и член политического отделения турецкой тайной полиции»; убит Согомоном Тейлиряном
- Ваге Ихсан (Есаян), в апреле 1915 г. помогавший составлять списки видных армян для депортации; убит Аршавиром Ширакяном
- Амаяк Арамянц, бывший член партии «Гнчак», в 1914 г. выдавший заговор на жизнь Талаата и затем сотрудничавший с турецкой полицией; убит Аршаком Езданяном.

### Суды над Тейлеряном и Торлакяном
В двух случаях убийцы были захвачены и предстали перед судом: это были убийца министра внутренних дел Турции Талаат-паши Согомон Тейлирян и убийца министра внутренних дел Азербайджана Бехбуд хана Джаваншира Мисак Торлакян. Тейлирян был полностью оправдан берлинскими присяжными. Процесс Тейлиряна, на котором выступили многочисленные свидетели геноцида, приобрёл широкий резонанс, так как вскрыл подробности уничтожения армян в Турции. В речи на процессе Тейлиряна прокурор следующим образом характеризовал его мотивы:

Нет сомнения в том, что мы здесь имеем дело с политическим убийством. Мотивами обвиняемого были политическая ненависть, политическое возмездие. Здесь перед вашими глазами были описаны события, факты, имевшие место в далеких местах. Безусловно, в отношении армянского народа были совершены ужасные злодеяния и преступления, и несомненно также что с обвиняемым и с его семьей тоже произошли ужасные вещи, а судьба его семьи ударом пронзила глубоко его сознание и мозг, когда все его родные вдруг оказались преданными смерти, а он вынужденно оказался свидетелем всего этого. (…) Далее, без сомнения, обвиняемый в лице Талаат-паши видел виновника своей судьбы, которая постигла его семью и многих других его соплеменников. В его лице он видел не только лишь министра внутренних дел, который несет формальную политическую ответственность за все то, что имело место в сфере его служебной деятельности, но и персонального и морального виновника упомянутых преступлений".

Торлакян предстал перед британским военным трибуналом. На суде он заявил, что в Баку на его глазах были убиты его жена, сестра и их дети, а сам он получил несколько пулевых ранений. Русская жена Джаваншира заявила, что её муж сделал все возможное, чтобы обеспечить мирное сосуществование армян и азербайджанцев, и что армяне вырезали во время мартовских событий 11000 мусульман. По её словам, в марте 1918 года они вынуждены были покинуть Баку потому, что им угрожали армяне из-за того, что они были мусульманами. Выступления многочисленных армянских и русских свидетелей и представленные ими документы выяснили подробности сентябрьской резни и роль, сыгранную в ней Джаванширом. Согласно одному из показаний, Джаваншир во время мартовских событий 1918 г выражал признательность армянской интеллигенции Баку, «защищавшей татар от большевистского восстания, однако после вступления в город турок партия «Мусават» повернулась против армян, и Джаваншир дал сигнал к началу массовой резни, так что 18 из этих интеллигентов были убиты. Двадцать тысяч человек погибли в течение трех дней. Затем Джаваншир выселил 9000 уцелевших из Баку. Только 400 выжили и смогли вернуться из „трудовых лагерей“, куда они были депортированы». Директор гянджинского детского дома рассказал, как на его глазах собаки на улицах ели тела сирот. Русский адвокат Борис Байков рассказал о своих тщетных попытках заставить Джаваншира вмешаться и прекратить резню; другая русская свидетельница рассказала об ответе, данном ей по телефону из штаба азербайджанской армии: «не надейтесь, что мы придем и поможем вам».
После выступлений свидетелей суд заслушал медицинских экспертов. Армянский и два греческих врача заявили, что в связи с эмоциональным кризисом Торлакян не может отвечать за свои действия, а тюремный британский врач счёл, что преступление было результатом наследственного эпилептического кризиса, а не преднамеренной мести, хотя осмотревший Торлакяна по просьбе его семьи турецкий врач не нашёл у него никаких признаков эпилепсии и психического расстройства.
20 октября 1921 года был вынесен приговор, согласно которому Торлакян был признан виновным, но не отвечающим за свои действия, так как он не мог контролировать себя в момент убийства, освобождён от ответственности с условием его высылки за пределы Турции. Выслан в Грецию.

## Террор в противоборстве армянских политических групп
Операция «Немезис» считается второй волной армянского террора; после её окончания систематический антитурецкий террор прекратился на пять десятилетий. Однако конфликты между армянскими политическими группами за господство в диаспоре приводили к политическому насилию.
Так, в 1926 году борьба между местными комитетами Дашнакцутюн и Гнчак за контроль над недавно возникшими армянскими кварталами Бейрута (ныне известными как Бурдж Хамуд) привели к убийству дашнака Вагана Вартабедяна группой, которую возглавлял Михран Агазарян. В ответ в 1929 году был убит один из членов группы Агазаряна, а в 1933 году и он сам.
24 декабря 1933 года в Нью-Йорке в армянской апостольской церкви Святого Креста во время рождественской службы был убит архиепископ Левон (Гевонд) Турян, избранный примасом Восточной Диоцезы Армянской Апостольской церкви США. Когда возглавляемая им процессия проходила в торжественной процессии между рядами в церкви, где он должен был служить литургию, внезапно из-за скамей выскочила группа людей, окружила архиепископа и заколола его большими ножами для разделки мяса. В зале началось столпотворение. Прихожане начали избивать некоторых из нападавших, тогда как другим удалось бежать. Прибывшая на место преступления полиция арестовала двух человек, а к концу недели число задержанных достигло девяти. Все подозреваемые были членами партии «Дашнакцутюн». Они предстали перед судом и были осуждены летом 1934 года. Двое из убийц были приговорены к казни на электрическом стуле, впоследствии заменённой пожизненным заключением. Остальные были приговорены к длительным, от 10 до 20 лет, срокам заключения. Причиной убийства стало то, что 1 июля 1933 года, во время празднования армянского дня на выставке в Чикаго, прибывший для совершения молитвы архиепископ Турян приказал убрать со сцены флаг Армянской республики 1918—1920 гг, так как не хотел вызвать недовольство советских властей Армении. Турян признавал духовную власть Святого Престола в Эчмиадзине, для которого было важно поддерживать хорошие отношения с советскими властями, однако дашнаки сочли действия архиепископа предательством.
Это убийство вызвало серьёзный раскол в армянской диаспоре, сохраняющийся и поныне. Продашнакские конгрегации откололись от остальной церкви и в 1950-х перешли в подчинение киликийского католикоса, выйдя из подчинения святого престола в Эчмиадзине. В настоящее время в Нью-Йорке и других крупных городах есть два армянских архиепископа, в Вашингтоне две отдельные лоббистские организации и т. д.
Борьба за лидерство в диаспоре привела также к конфликту в мае-октябре 1958 года, когда дашнаки и их оппоненты устроили небольшую войну во время первой гражданской войны в Ливане. Из 150 армян, погибших в эти месяцы, около 40 стали жертвами внутриармянского политического насилия.

## Третья волна террора: 70—80-е годы

Передовая статья турецкой газеты «Миллиет», посвященная теракту АСАЛА в анкарском аэропорту «Эсенбога»

На рубеже 60—70-х годов, в кругах партии «Дашнакцутюн» стали распространяться мнения о неэффективности дипломатических средств борьбы и необходимости силовых акций, которые могли бы привлечь внимание мирового общественного мнения к армянскому вопросу. Опыт палестинского террора продемонстрировал эффективность террористических методов (следует заметить, однако, что официально «Дашнакцутюн» никогда не признавала своей связи с террором).
Первые террористические акции носили спорадический характер: в апреле 1972 года в Бейруте был заминирован почтовый ящик посольства Турции. Большой резонанс вызвало убийство генерального консула Турции в Лос-Анджелесе Мехмета Байдура и вице-консула Бахадура Демира, совершённое в Санта-Барбаре в январе 1973 года 77-летним армянским инженером и писателем Гургеном Яникяном. Яникян надеялся, что ему удастся превратить судебный процесс над ним в процесс по геноциду армян, однако прокурор, следуя инструкциям, не допустил этого, настояв, что вопросы истории вне пределов компетенции суда (о чём впоследствии он высказывал сожаление). Яникян заявил на суде, что турками были убиты 26 членов его семьи, и что на его глазах турки перерезали горло его брату. Признав свою вину в убийстве, он заявил: «Я не убивал двух людей, я уничтожил два зла. Для меня они не были людьми». Яникян был приговорён к пожизненному заключению, но в 1984 году освобождён по состоянию здоровья, несмотря на протесты Турции, и менее чем через месяц скончался..
Его поступок породил подражателей; возникло несколько террористических организаций, главными из которых были АСАЛА и ДжСАГ. Эти организации возникли в Ливане во время шедшей там гражданской войны, и опирались на опыт палестинских террористов. АСАЛА была организацией марксистского толка, созданной при поддержке радикальных палестинских групп. По некоторым данным, основатель АСАЛА Акоп Акопян был членом Народного фронта освобождения Палестины (НФОП), и НФОП помогала финансировать, а также обучала и снабжала оружием террористов АСАЛА. Первую террористическую операцию террористы АСАЛА осуществили в январе 1975 года, взорвав здание Всемирного совета церквей в Бейруте. С 1975 по 1982 годы террористы АСАЛА (а также действующие под её руководством группы: «Орли», «9 июня», «3 октября» и др.) совершали убийства, взрывы, нападения. Первоначально организация совершала нападения на турецких дипломатов, чтобы привлечь внимание к армянской проблеме. В последующем был предпринят ряд операций против представителей западных стран: нападения на офисы авиакомпаний KLM, «Люфтганза», TWA, а также нападения на граждан государств, удерживающих боевиков АСАЛА в заключении. Область операций: Европа, Ближний Восток, Ливан, Турция, США, Франция, Греция, Швейцария, Испания, Австрия, Великобритания, Италия, Иран, Венгрия.

Отрывок из газеты о розыске армянских террористов под заголовком Five faces of terror, Пять лиц террора

В отличие от леворадикальной АСАЛА её главный конкурент ДжСАГ придерживалась армянского национализма более консервативного толка (организацию связывали с партией дашнаков), хотя цели у обеих организаций были одни и те же. Большую часть атак террористы обеих групп осуществили в Европе, тогда как в США было осуществлено всего 6 атак. С 1982 года атаки армянских террористов в США полностью прекратились, и наблюдатели связывают это с суровым приговором, который калифорнийский суд вынес убийце турецкого консула Хампигу Сасуняну. Террорист из ДжСАГ Сасунян был приговорён в 1984 году к пожизненному заключению, которое продолжает отбывать и поныне. В 1983 году ДжСАГ прекращает свою деятельность, её сменяет Армянская революционная армия (АРА). Наблюдатели полагают, что это было новое название ДжСАГ.
В то время как ДжСАГ и сменившая её АРА отдавали предпочтение убийствам турецких чиновников на индивидуальной основе, АСАЛА была не особо разборчива в выборе цели и для неё не имело значения, были ли погибшие турками или нет. В числе наиболее кровавых акций АСАЛА были нападение на аэропорт Эсенбога в Анкаре 7 августа 1982 года и взрыв в аэропорту Орли 15 июля 1983 года, повлёкшие за собой гибель 17 людей разных национальностей. Вторжение Израиля в Ливан в июне 1982 года привело к тому, что армянские террористы были вынуждены покинуть свои основные базы. Это привело к разладу в рядах АСАЛА, и после взрыва в аэропорту Орли, из 8 погибших в котором только двое были турками, остальные же — гражданами западных стран, в АСАЛА произошёл раскол по вопросу о допустимости «слепого террора», результатом чего стало выделение группы АСАЛА-РМ под руководством Монте Мелконяна, отвергавшей «слепой» террор как вредный для дела армянского освобождения. Основная фракция под руководством Акопяна продолжила прежнюю террористическую тактику и связала себя с организацией Абу Нидаля. Раскол ослабил обе группировки, и их активность пошла на спад. Боевики АСАЛА стали сводить счёты между собой, убивая друг друга в лагере в долине Бекаа. В марте — мае 1985 года АСАЛА убила важных членов отделения партии «Дашнакцутюн» в Ливане. В 1985 г. активисты Армянской революционной армии захватили посольство Турции в Оттаве, убив охранника (до этого конкурирующие организации совершили ещё несколько терактов в столице Канады).
После убийства Акопяна в Афинах в апреле 1988 года кризис ещё более усилился, и несмотря на отдельные атаки в 1990-х, специалисты считают, что АСАЛА угрозы больше не представляет.
В октябре 1999 года американские правоохранительные органы арестовали председателя Армянского Национального комитета Америки (АНКА) Мурада Топаляна по обвинению в том, что тот организовал взрыв перед турецкой миссией в ООН, и являлся лидером ДжСАГ. В ходе процесса обвинение и защита достигли соглашения, согласно которому обвинения в терроризме были сняты в обмен на признание Топаляна в незаконном хранении взрывчатки и огнестрельного оружия. 24 января 2004 года он был приговорён к 37 месяцам заключения в федеральной тюрьме и 3 годам освобождения под надзором.
По предположению корпорации RAND и Национального Мемориального Института по предупреждению терроризма, бывшие члены АРА и ДжСАГ вошли в военные силы Республики Армения и в период 1988—1994 гг. участвовали в конфликте, происходящем вокруг Нагорного Карабаха.

### Финансовые источники
В разные периоды АСАЛА получала поддержку из различных источников, например АСАЛА запрашивала денежные средства у армянской общины. Акоп Акопян публично заявлял:
Наша сила в армянском народе, отсюда мы получаем поддержку. И от грабежей.
 Как писал Мелконян после «Операции Ван», Акопян «отправился во Францию для сбора денег…Благодаря царящей атмосфере сбор денег не был трудным и были собраны значительные суммы». Однако «сборы» не всегда являлись синонимом «пожертвования». Так, в середине мая 1982 года полиция Торонто арестовала армянина по обвинению в вымогательстве. Ещё трое были схвачены два дня спустя на основании того же обвинения. Предположительно, они требовали 4000 $ и 5000 $ от двух армянских бизнесменов на поддержку «армянского дела». В дом одной из жертв вымогательства была брошена зажигательная бомба менее чем через сутки после отказа подчиниться. Виген Чархутян, обвиняемый во взрыве отделения «Air Canada» в Лос-Анджелесе в мае 1982 года, был также обвинён в попытке вымогательства 150000 $ у американцев армянского происхождения, владельцев сети ковровых магазинов в Калифорнии.
АСАЛА также получала помощь от радикальных палестинских групп, с которыми она сотрудничала в Ливане. Согласно Монте Мелконяну, АСАЛА могла получать деньги от Абу Нидаля и некоторых правительств выполняя «операции, как жесты революционной солидарности». Это объясняет странную попытку АСАЛА взрыва бомбы в офисе «Kuwait Airlines» в Афинах в декабре 1982 года. АСАЛА, как заключает Мелконян, «становится наёмником [других] правительств и организаций»
Согласно документам, рассекреченным ФБР, АСАЛА имела тесные связи с Саркисом Соганаляном, представителем ЦРУ, занимавшимся незаконной продажей оружия Ираку.
История ДжСАГ была связана с историей террористического крыла партии «Дашнакцутюн». Партия дашнаков занималась финансированием ДжСАГ из денег, получаемых партией из разных источников. Дашнакские сборщики средств (фандрайзеры) считаются почти легендарными в их способности привлекать большие суммы денег для приоритетных целей. Так, на расходы по юридической защите Хампига Сасуняна было собрано более 250000 $. В отличие от АСАЛА, ДжСАГ, будучи в первую очередь националистической, опиралась, почти исключительно, на частную поддержку армянских общин, а не на спонсирование со стороны государств враждебных Турции.
Некоторые источники утверждают, что АСАЛА также участвовала в обороте наркотиков, и доходы от этого оборота направлялись на содержание этой подпольной радикальной группы. Так, подобно другим группировкам в Ливане, радикальные армянские группы финансировали там свои операции за счёт продажи наркотиков.
АСАЛА выявила свои связи с торговлей наркотиков, угрозами требуя выдачи группы наркоторговцев, арестованных шведской полицией в 1981 году. Группа также получала финансовую и организационную поддержку от Бехчет Джантюрка, курдского «вора в законе», занимающегося продажей героина.
В июне 1981 года Нубару Суфяну в Нью-Йорке было предъявлено обвинение в ввозе героина. Греческие власти, арестовавшие его, отказали в выдаче и передали его ливанской стороне, где он был незамедлительно освобождён. По заявлению представителя Управления по борьбе с наркотиками Департамента Юстиции США, 
Торговец героином и гашишем Нубар Суфян был связан с «Бойцами за справедливость в отношении геноцида армян»…Он скрывается от американского правосудия и его нынешнее местонахождение неизвестно.

Группы были дискредитированы предположениями о преступных связях с наркоторговцами, контрабандистами оружия и радикальными палестинскими террористами. Американский журналист Натан М.Адамс выступавший перед конгрессом в 1984 году отмечал, что 
Армянские террористические группы, как справа, так и слева, по подсчётам год назад были на 90 процентов финансируемы за счёт продажи и оборота наркотиков.

### Реакция армянской диаспоры
Имевшее место и воспринятое сочувствие армянской общины как в Соединённых Штатах, так и за их пределами было важной частью террористической борьбы. Захват турецкого консульства в Париже в сентябре 1981 года (Операция ВАН), по всеобщему признанию, стала высокой точкой в деятельности АСАЛА. Боевики сдались французским властям через 16 часов, но нападение вызвало беспрецедентную общественную и политическую поддержку армянской борьбы. 24 апреля 1982 года приблизительно 5000 французов армянского происхождения с флагами АСАЛА открыто демонстрировали поддержку арестованным боевикам. Голодовки заключённых были скоординированы с демонстрациями, общественными митингами и другими формами пропаганды. Согласно инсайдеру АСАЛА «армяне по всему миру начали демонстрировать больше сочувствия вооруженной борьбе и солидарность с АСАЛА выражали армяне, ранее нежелающие признать то, что изображается как „террорист“». Увеличение сочувствия АСАЛА в течение этого периода было результатом возросшей поддержки диаспоры.

28 января 1982 года генеральный консул Турции в Лос-Анджелесе Кемаль Арикан был убит в своей машине Хампигом Сасуняном. Сасунян был приговорён к пожизненному заключению без возможности досрочного освобождения. Вынесенный приговор оказал значительное влияние на большую армянскую общину, коммерчески успешную и политически влиятельную диаспору в Соединённых Штатах. Несмотря на выражение сочувствия и понимание целей и мотивации, армянская община не предложила никакой явной поддержки этих насильственных действий. В итоге судебного разбирательства было не только подчёркнуто как такого рода террористические акты судятся в этой стране, но также даны негативные коннотации и ассоциации такого насилия для законопослушного армянского сообщества в США. Ряд изданий армянской диаспоры, выражали разную степень солидарности с деятельностью АСАЛА. Американская армянская газета «An Appeal to all Armenians» писала:
С 1975 года были сформированы подпольные группы с использованием эффективных силовых средств для продолжения армянского дела. Армяне несут моральную ответственность за поддержку этих действий всеми доступными средствами.
 В рассекреченном докладе ЦРУ на тему армянского терроризма отмечается, что «отказ Армянского Конгресса осудить террористическое насилие может быть расценено террористами как зелёный свет для осуществления нападений, означающее, что мнение армянской общественности склоняется в сторону их деятельности». Реакция западных стран на такие громкие атаки, как взрыв в аэропорту Орли, несомненно, имели как моральное, так и материальное влияние на связи диаспоры и её поддержки АСАЛА. То есть, решение диаспоры по АСАЛА и терроризму, вероятно, зависело от западных ценностей и материальные интересы диаспоры были несомненно под угрозой повышения подозрения Запада и его враждебном отношении к армянам. Реакция против армянских общин включала также степень этнической неприязни. В общественном осуждении АСАЛА армяне Франции опасались, что дальнейшие теракты «в конечном итоге могут сделать армян этих стран жертвами…». Террористические акты были осуждены как позор для армян, а их продолжение как вред для армянских интересов. В Австралии, в докладе правительства за 1984 год, консервативная армянская община была названа «террористами».

## Обвинения в терроризме в СССР и СНГ

### Террористические акты в Москве
8 января 1977 года в Москве была осуществлена серия террористических актов. Согласно официальной советской версии и по мнению ряда современных исследователей, армянскими террористами (Акоп Степанян, Завен Багдасарян и Степан Затикян) были осуществлены три взрыва: в вагоне поезда между станциями «Измайловская» и «Первомайская», магазине № 15 Бауманского района, а также на улице 25 Октября. В результате этих террористических актов 7 человек были убиты, 37 ранены. Той же группой террористов готовилось осуществление серии взрывов в канун 7 ноября 1977 года на Курском вокзале Москвы. Акоп Степанян и Завен Багдасарян были арестованы в поезде Москва-Ереван осенью 1977 года. Затем в Армении был арестован Степан Затикян. Руководство Армении (первый секретарь ЦК компартии Армении К. С. Демирчян и председатель КГБ Армении Юзбашьян) в начале следственных мероприятий пыталось остановить следствие и арест Затикяна. Демирчян потребовал немедленно прекратить творимые, по его мнению, беззаконие и произвол.
В своих мемуарах бывший начальник Пятого управления КГБ СССР, занимавшегося защитой конституционного строя, Филипп Бобков писал, что после суда армянское руководство старалось скрыть от населения республики подробности преступления:
…Армянское руководство сделало всё, чтобы скрыть от населения республики это кровавое преступление. По указанию первого секретаря ЦК компартии Армении Демирчяна ни одна газета, выходившая на армянском языке, не опубликовала сообщения о террористическом акте. Документальный фильм о процессе над Затикяном и его сообщниками, снятый во время заседаний Верховного суда, запретили показывать даже партийному активу Армении, его демонстрировали лишь в узком кругу высшего руководства. На экраны фильм так и не вышел, хотя мог принести немалую пользу и помочь в воспитательной работе. Руководство республики мотивировало запрет нежеланием компрометировать армянский народ в глазах русских…
На допросах террористы заявили, что были запуганы Затикяном, который, сидя в тюрьме, «подвинулся» на идее национализма и твердил, что надо наказать русских за угнетение армянского народа. Выступая на суде, Затикян заявил: «Я уже неоднократно заявлял, что я отказываюсь от вашего судилища и ни в каких защитниках не нуждаюсь. Я сам есть обвинитель, а не подсудимый. Вы не подвластны меня судить, поскольку жидороссийская империя — не есть правовое государство! Это надо твердо помнить…» Затикян закончил своё последнее слово призывом на армянском языке: «Передайте другим, что нам остается месть, месть и ещё раз месть!» В результате закрытого судебного процесса все трое в 1979 году были приговорены Верховным судом СССР к смертной казни и расстреляны.
Затикян до этого преступления уже был осуждён по политической статье. Вместе с группой единомышленников он публично высказывался за независимость Армении путём референдума и расклеивал листовки. На суде это инкриминировалось ему как создание националистической партии. Он был также женат на родной сестре Паруйра Айрикяна, известного армянского диссидента. Поэтому, как только он оказался под следствием, им заинтересовались правозащитники.
Советские правозащитники, в частности Андрей Сахаров, и ряд других членов Московской Хельсинкской группы протестовали против приговора, утверждая, что вина осуждённых не доказана. В своём письме Леониду Брежневу от 30 января 1979 года Сахаров требовал приостановки исполнения приговора и нового судебного разбирательства. По его словам: «Есть веские основания опасаться, что в этом деле имеет место судебная ошибка или умышленная фальсификация. …Такой суд, на котором полностью нарушен принцип гласности, не может установить истину…». Более того, через четыре дня после взрывов, 12 января, Сахаров обратился к «мировой общественности»: «„Я не могу избавиться от ощущения, что взрыв в московском метро и трагическая гибель людей — это новая и самая опасная за последние годы провокация репрессивных органов“. Сахаров был вызван в прокуратуру, где ему предложили подписать заявление о клевете на органы власти, на что Сахаров заявил:
Я отказываюсь подписать этот документ. Я прежде всего должен уточнить сказанное вами относительно моего последнего заявления. В нём нет прямого обвинения органов КГБ в организации взрыва в московском метро, но я высказываю определенные опасения (ощущения, как у меня написано). <...> Это — провокационная статья Виктора Луи в газете «Лондон ивнинг ньюс», до сих пор не дезавуированная газетой. Это начавшиеся допросы о местонахождении в момент взрыва лиц, относительно которых мне ясна их непричастность. Это многие убийства последних месяцев, в которых можно предполагать участие КГБ и которые не были расследованы. Я упомяну о двух из них — об убийстве поэта Константина Богатырёва и юриста Евгения Брунова. Вы ничего не сказали об этих убийствах, занимающих важное место в моей аргументации.
Узнав о приведении приговора в исполнение, Сахаров заявил: „Это убийство!“ — и объявил в знак траура однодневную голодовку. Впоследствии Сахаров писал в своих мемуарах, что не имеет однозначной позиции относительно виновности или невиновности группы Затикяна:
Известные мне инакомыслящие очень по-разному относятся к делу Затикяна, Багдасаряна и Степаняна. Некоторые убеждены, что все дело — сплошная фальсификация КГБ: первоначально — с целью расправы над всеми инакомыслящими или с какой-то иной провокационной целью; потом, когда вышла осечка, — с целью расправы над НОП. Сторонники этой теории считают, что все вещественные доказательства сфабрикованы КГБ, что Багдасарян и Степанян сотрудничали с КГБ либо только на стадии следствия, либо даже на стадии осуществления преступления, что им было обещано сохранить жизнь и именно поэтому их фамилии не упоминаются в печати. Возможно, что потом договорённость была нарушена той или иной стороной. Суда, в соответствии со свидетельством Степаняна, не было (поэтому никто не может назвать даты суда и не были приглашены родственники). Другие мои друзья считают, что Затикян и его товарищи — типичные националисты, подобно баскам, ИРА и т.п., и что нет ничего неожиданного в том, что кто-то в СССР стал террористом. Вина обвиняемых неопровержимо доказана, отсутствие гласности — в традиции политических процессов в СССР, а в данном случае КГБ мог опасаться вызвать цепную реакцию терроризма. Что касается меня, то я вижу слабые места в обеих крайних позициях. Моя позиция — промежуточная, а точней — неопределённая. Я по-прежнему считаю правильным своё письмо Брежневу, так как считаю, что без подлинной гласности подобное дело не может быть объективно рассмотрено, тем более что альтернативным обвинителем является КГБ.
Историки Михаил Геллер и Александр Некрич утверждали, что существует ряд фактов, ставящих под сомнение причастность Затикяна к взрывам. По утверждению Сахарова, на заключённых в ереванских тюрьмах оказывалось давление с тем, чтобы они дали показания, что Затикян замышлял теракт. Осенью 1978 г. был арестован художник Айкануз Хачатрян, который перед этим дал требуемые госбезопасностью показания о якобы присущих ему террористических настроениях и намерениях находящегося в это время под следствием Степана Затикяна. Некрич и Геллер утверждали, что обвиняемые имели алиби. Некоторые диссиденты, в частности Глеб Павловский, считали взрыв провокацией КГБ. Один из лидеров подпольной Неокоммунистической партии Советского Союза Александр Тарасов утверждал в своих воспоминаниях, что спустя четыре месяца после взрывов он был задержан по подозрению в их организации и освобождён только после того, как доказал своё „трёхсотпроцентное“ алиби (он во время теракта лежал в больнице). В 1991 году он написал статью, в которой выражал сомнения в официальной версии:
… поскольку я помню, как меня убеждали, что эту бомбу именно я взорвал, у меня есть сильные сомнения в том, что Затикян и двое его товарищей, расстрелянных по этому делу, действительно взрывали эту бомбу. Равно как есть у меня сильное подозрение, что, не будь этого «трехсотпроцентного» алиби, вместо Затикяна расстреляли бы меня.
Отвечая на обвинения в фальсификации дела, бывший следователь КГБ СССР Аркадий Яровой, занимавшийся расследованием теракта, в 2004 году заявил:
Я могу только сказать, что мы честно делали своё дело, и сегодня я могу спокойно смотреть в глаза своим детям и внукам. Что касается Затикяна, то я бы говорил не столько о его антисоветских, сколько о сепаратистских настроениях, которые в конце концов привели его на скамью подсудимых.

### Убийство Блахотина
8 апреля 1991 года армянскими террористами был убит подполковник внутренних войск МВД СССР Владимир Блахотин. Он был убит по ошибке, вместо бывшего военного коменданта НКАО генерала Сафонова, которого боевики приговорили к смерти (по данным газеты Коммерсантъ, это произошло на одном из многолюдных митингов в Ереване), обвиняя в жестокостях по отношению к армянскому населению Карабаха и использовании служебного положения в интересах азербайджанской стороны конфликта (эту характеристику Сафонова подтверждают и российские правозащитники). В КПП части, где служили Сафонов и Блахотин, террористы пытались выяснить адрес и номер автомобиля Сафонова. Но там по ошибке был указан номер автомобиля Блахотина, что и стало причиной убийства последнего.
Террористы были задержаны и предстали перед судом. Ими оказались жители города Степанакерта братья Акоп и Самвел Багманяны, ереванцы Армен Антонян и Камо Егиян и ростовчанин Карлен Акопян. Приговором Ростовского областного суда организатором и руководителем убийства был признан Акоп Багманян. Его брат Самвел был признан виновным в пособничестве преступлению, а Армен Антонян — непосредственным исполнителем убийства. Карлена Акопяна признали виновным в укрывательстве преступников, а Камо Егияна, чьё участие в убийстве осталось недоказанным, — в незаконном ношении огнестрельного оружия. В итоге Акоп Багманян и Армен Антонян приговорены к 15 годам лишения свободы, Самвел Багманян — к 12 годам, Карлен Акопян к 4 годам, а Камо Егиян был освобождён из-под стражи прямо в зале суда, так как вынесенный срок по обвинению в незаконном хранении и ношении оружия — 2 года 9 месяцев — он отбыл в ходе предварительного заключения.

### Теракты на железнодорожном транспорте
В период с 1990 по 1994 годы на территории России, Азербайджана и Грузии было взорвано несколько пассажирских и грузовых поездов бакинского направления, имелись многочисленные жертвы. Министерство Национальной Безопасности Азербайджана считает армянских террористов причастными к этим терактам, в числе которых:
- 24 марта 1990 года — в результате подрыва на 364-м километре железной дороги Норашен — Баку были взорваны тепловоз и 3 вагона, пришло в негодность более 150 метров железной дороги.
- 30 мая 1991 года — около станции Хасавюрт в Дагестанской Республике взорван пассажирский поезд Москва — Баку. Погибли 11 человек, ранены 22.
- 31 июля 1991 года — около станции Хасавюрт в Дагестанской Республике взорван пассажирский поезд Москва — Баку. Погибли 16 человек, тяжело ранены 20.
- 28 февраля 1993 года — на территории Чеченской Республики около станции Гудермес взорван пассажирский поезд Кисловодск — Баку, погибли 11, ранено 18 человек.
- 2 июня 1993 года — взорван пассажирский вагон, стоявший на запасном пути на Бакинском железнодорожном вокзале. Погибших и раненных не было. Совершивший это преступление гражданин России Хатковский Игорь Анатольевич решением Военного суда Азербайджанской Республики приговорён к 8 годам лишения свободы, но впоследствии помилован и депортирован в Россию[144][145].
- 1 февраля 1994 года — на Бакинском железнодорожном вокзале в поезде Кисловодск — Баку совершён теракт. Погибли 3, были ранены 20 человек.
- 9 февраля 1994 года — взорван грузовой вагон, стоявший на запасном пути около станции Худат.
- 13 апреля 1994 года — около станции Дагестанские Огни в Дагестанской Республике взорван пассажирский поезд Москва — Баку, погибли 3 человека, 3 ранены[143].

Осенью 1993 года при попытке заложить мину в поезд Тбилиси — Баку задержали сотрудника контрразведки ЗакВО Сосо Арояна. Хатковский и Ароян дали показания, о которых сообщили в Москву. К делу подключились российские спецслужбы. В мае 1994 года сотрудники ФСК РФ в Москве задержали группу организаторов терактов. К удивлению чекистов, все задержанные оказались сотрудниками спецслужб. Возглавлял группу подполковник Джаан Оганесян, руководитель отдела разведывательно-диверсионных операций на территории противника Государственного управления национальной безопасности (ГУНБ) Армении. Вторым оказался его подчинённый, подполковник Ашот Галоян. Третий задержанный, майор Борис Симонян, работал в управлении по борьбе с терроризмом ФСК России. Всем троим были предъявлены обвинения в терроризме, контрабанде и незаконном хранении оружия и взрывчатых веществ.
Главной военной прокуратуре РФ, расследовавшей дело, удалось собрать доказательства их причастности ко взрыву поезда в Азербайджане и двум покушениям на взрыв, одно из которых было совершено на территории России. По заданию террористов в Дербенте был заминирован поезд, и лишь благодаря ошибке исполнителя взрывное устройство не сработало и было обезврежено в Минеральных Водах. Суд признал, что совершённые ими преступления действительно попадают под статью 213,3 (терроризм), однако осудить именно по этой статье диверсантов оказалось невозможно, так как на момент совершения преступления такой статьи в УК РФ не было. Тогда действовала статья 68-я (диверсия), но к моменту суда она была исключена из УК. Кроме того, преступникам не стали вменять в вину взрыв поезда в Гудермесе, так как проведение следственных действий на территории фактически независимой на тот момент Чечни, по мнению суда, было невозможно, а взрыв в Баку, хоть и был доказан, не подпадал под юрисдикцию российского суда, так как имел место на территории другого государства. В результате глава террористов Оганесян признан виновным по ст. 86 УК (повреждение путей сообщения и транспортных средств) и 218-й (незаконное хранение оружия и боеприпасов), и осуждён на 6 лет. Также по 218-й были осуждены Симонян (сотрудник ФСК России) и Галоян. Первый приговорён к 2 годам лишения свободы, а Галоян, получивший чуть меньше, был освобождён из-под стражи прямо в зале суда в связи с тем, что фактически отбыл назначенное наказание. Один из задержанных, Петросян, был незаконно выпущен из-под стражи в обмен на обещание сотрудничать со следствием, но оказавшись на свободе, спешно покинул территорию России.

## Армянские террористические организации
| Название организации                                              | Время основания | Штаб-квартира     |
| ----------------------------------------------------------------- | --------------- | ----------------- |
| Армянская секретная армия освобождения Армении                    | 1975 год        | Бейрут, Дамаск    |
| Борцы за справедливость в отношении геноцида армян (JSAG)         | 1975 год        |                   |
| Армянская революционная армия, возможно, это другое название JSAG | 1979 год        |                   |
| Новое армянское сопротивление                                     | 1973 год        | Где-то во Франции |
| „Группа Орли“ (возможно подразделение АСАЛА)                      | 1981 год        | Париж             |

В декабре 2013 года Центральное разведывательное управление США, действуя в рамках Закона о свободе информации рассекретило свой доклад от 1984 года об армянских террористических группах (JCAG, АСАЛА и т. д.). В данном докладе было изложено о представлении организации АСАЛА, как о растущей угрозе для ряда политических интересов США. И хотя было отмечено, что большинство нападений АСАЛА осуществлялось против турок, несколько объектов Западной Европы и США также были поражены. К тому же американская разведка была встревожена заметной активизацией контактов с Ливией и Сирией в последние годы. В данном докладе также была отражена политика двойных стандартов западноевропейских стран, поскольку „некоторые западноевропейские страны достигли договорённости с АСАЛА, давая свободу террористам по преследованию турецких целей в обмен на обещания не нападать на коренных граждан этих стран“. Всего же, по утверждению американской разведки, в результате террористической деятельности ASALA и JCAG с 1975 года было убито 50 официальных лиц и граждан Турции, было произведено более 200 взрывов.

## Хронология террористических актов
| Число и месяц | Год       | Регион                       | Вид террора |
| ------------- | --------- | ---------------------------- | --- |
| 27 января     | 1973      | Лос-Анджелес, США            | Генеральный консул Турции в США Мехмет Байдур и консул в Лос-Анджелесе Бахадур Демир были убиты 78 летним армянином Гургеном Яникяном. |
| 20 января     | 1975      | Ливан, Бейрут                | Взрыв штаб-квартиры Всемирного совета церквей. Мотив: помощь, оказываемая ливанским армянам в эмиграции в третьи страны |
| 7 февраля     | 1975      | Ливан, Бейрут                | В здания Турецкого информационного агентства и Бюро по туризму были подложены бомбы. При попытке обезвредить бомбу был ранен ливанский полицейский. Ответственность за взрывы взяла на себя группа заключенного Гургена Яникяна — будущая АСАЛА. |
| 20 февраля    | 1975      | Ливан, Бейрут                | Перед зданием Турецкой авиатранспортной компании в Бейруте взорвалась килограммовая бомба, что привело к значительным разрушениям. Ответственность за взрыв взяла на себя группа заключенного Гургена Яникяна. |
| 22 октября    | 1975      | Австрия, Вена                | Трое боевиков, ворвавшись в Турецкое посольство в Вене, убили посла Турции Барыша Туналиджила. Боевики, которым удалось скрыться, были вооружены автоматическим оружием, выпущенным в Израиле, Великобритании и Венгрии. Ответственность за содеянное взяли на себя АСАЛА и Бойцы за справедливость в отношении к Армянскому геноциду (ДжСАГ). |
| 24 октября    | 1975      | Франция, Париж               | Посол Турции во Франции Измаил Эрэз был убит в собственном автомобиле недалеко от посольства. При нападении был также убит шофёр посла Талин Енер. Сначала ответственность на себя взяла ДжСАГ, но позднее неизвестный, позвонивший в агентство Франс Пресс, заявил, что убийство — дело рук АСАЛА. |
| 28 октября    | 1975      | Ливан, Бейрут                | Ракетная бомбардировка Турецкого посольства в Бейруте повлекла за собой значительные разрушения. |
|               | 1976—1979 | Турция                       | Многочисленные диверсионные нападения на объекты военного и экономического характера. |
| 16 февраля    | 1976      | Ливан, Бейрут                | Боевиком АСАЛА был убит первый секретарь Турецкого посольства в Бейруте Октар Сирит, в то время, когда он сидел в приемной на Хамра Стрит. Боевик скрылся. |
| 17 мая        | 1976 год  | ФРГ, Франкфурт, Эссен, Кёльн | Темой обсуждения в турецких консульствах трех немецких городов стали взрывы, повлекшие за собой значительные разрушения. Несмотря на то, что ни одна группа не взяла на себя ответственность за содеянное, анонимный телефонный звонок назвал армян (АСАЛА?). |
| 8 января      | 1977      | Москва, СССР                 | Согласно официальной советской версии армянскими террористами (Акоп Степанян, Завен Багдасарян и Степан Затикян) были осуществлены три взрыва: в вагоне поезда между станциями „Измайловская“ и „Первомайская“, магазине № 15 Бауманского района а также на улице 25 октября. В результате этих террористических актов 6 человек были убиты, 37 ранены. Той же группой террористов готовилось осуществление серии взрывов в канун 7 ноября 1977 года на Курском вокзале Москвы. В результате закрытого судебного процесса все трое в 1979 году были приговорены к смертной казни и расстреляны. |
| 2 марта       | 1977 год  | Ливан, Бейрут                | Вследствие мощного взрыва были выведены из строя автомобили, принадлежавшие военному атташе Турции Нахиту Каракая и атташе Турции по административно-хозяйственным вопросам — Ильхану Озбабакану. |
| 6 июня        | 1977 год  | Швейцария, Цюрих             | В результате мощного взрыва был разрушен магазин, принадлежавший турку Хусейну Бюльбюлю. Несмотря на то, что ни одна группа не взяла на себя ответственность за эту акцию, предполагается, что это работа армянских боевиков. |
| 9 июня        | 1977      | Рим, Италия                  | Был убит турецкий посол в Ватикане Таха Керим. |
| 2 июня        | 1978      | Испания, Мадрид              | Трое армянских боевиков, вооруженных автоматическим оружием, напали на машину турецкого посла (Зеки Кюнеральп), как только он покинул территорию посольства. При этом также погибли жена посла Неджла Кюнеральп и посол в отставке Бешир Балджыоглу. Шофер Антонио Торрес, испанец по национальности, получил ранения и скончался во время операции в больнице. 3 июня анонимное лицо сообщило по телефону, что ответственность за нападение берет на себя АСАЛА. Позднее то же самое признала ДжСАГ. |
| 17 декабря    | 1978      | Швейцария, Женева            | Произошёл взрыв в здании турецкой авиатранспортной компании в Женеве, что привело к значительным разрушениям. |
| 7 августа     | 1979      | ФРГ, Франкфурт               | В результате взрывов были разрушены турецкие автотранспортные компании во Франкфурте. Пострадал лишь пассажир в проезжающем мимо трамвае. |
| 22 августа    | 1979      | Швейцария, Женева            | Бомба была подложена в машину турецкого консула в Женеве Ниази Адали. И хотя сам он не пострадал, были повреждены две другие машины и легко ранено два прохожих швейцарца. Ответственность за взрыв взяла на себя АСАЛА. |
| 4 октября     | 1979      | Дания, Копенгаген            | В результате взрыва бомбы (оставленной в корзине для бумаг) недалеко от турецкой авиатранспортной компании пострадали двое датчан. взрыв также повлек за собой значительные разрушения. |
| 12 октября    | 1979      | Гаага, Нидерланды            | Был убит сын турецкого посла в Голландии Оздемира Бенлера — Ахмед Бенлер. |
| 30 октября    | 1979      | Италия, Милан                | В результате взрыва значительным разрушениям подверглось здание турецкой авиатранспортной компании. |
| 8 ноября      | 1979      | Италия, Рим                  | В результате взрыва было сильно повреждено здание Турецкого посольства, где располагался атташе по туризму. |
| 18 ноября     | 1979      | Франция, Париж               | В результате взрывов были разрушены три здания авиакомпаний в центре Парижа: - Турецкая авиатранспортная компания - „КЛМ“, голландская авиатранспортная компания - „Люфтганза“, немецкая авиатранспортная компания. В результате получили ранения два французских полицейских.» |
| 25 ноября     | 1979      | Испания, Мадрид              | Произошли взрывы перед зданиями Мадридского филиала американской авиатранспортной компании и компании «Британские авиалинии». Организация АСАЛА, взявшая на себя ответственность за эти взрывы сообщила, что это было предупреждение папе Иоанну Павлу II о том, чтобы он отменил намеченный визит в Турцию. |
| 17 декабря    | 1979      | Великобритания, Лондон       | В результате взрыва перед Лондонским филиалом турецкой авиатранспортной компании были нанесены значительные повреждения. Ответственность на себя взяла группа, именующаяся «Фронт за освобождение Армении». |
| 22 декабря    | 1979      | Франция, Париж               | Атташе по туризму в турецком посольстве Елмаз Шолпан, прогуливаясь по запруженным народом Елисейским Полям, был убит боевиком. Ответственность за убийство взяли на себя несколько групп, среди них АСАЛА и ДжСАГ. |
| 22 декабря    | 1979      | Нидерланды, Амстердам        | Значительные разрушения произошли вследствие взрыва перед зданием турецкой авиатранспортной компании. |
| 23 декабря    | 1979      | Италия, Рим                  | Произошёл взрыв перед зданием Центра по вопросам беженцев при Всемирном совете церквей (пансион Дина) в Риме. Этот центр использовался в качестве «перевалочного» пункта для армянских беженцев из Ливана. |
| 23 декабря    | 1979      | Италия, Рим                  | Произошли 3 взрыва перед зданиями римского филиала французской авиатранспортной компании и американской авиатранспортной компании Транс Уорлд Эйр Лайнс, вследствие чего множество проходящих мимо людей получило ранения. Взяв на себя ответственность за взрывы, АСАЛА заявила, что бомбы были подложены «как ответная мера на репрессивные выпады французских властей против армян, проживающих во Франции». |
| 10 января     | 1980      | Иран, Тегеран                | Произошёл взрыв перед зданием турецкой авиатранспортной компании, повлекший за собой значительные разрушения. |
| 18 февраля    | 1980      | Италия, Рим                  | В результате двух взрывов были повреждены здания трех авиатранспортных компаний («Суис Эйр», «Эль Аль» и «Луфтганза»). Ответственность за взрывы взяла на себя АСАЛА. Анонимный телефонный звонок в Римское Информационное Агентство сообщил, что три авиакомпании стали объектами для нападения по следующим причинам: - «Суис Эйр» — как предупреждение швейцарскому правительству не заключать в тюрьму «невинных армян». - «Люфтганза» — дабы наказать немецкое правительство, которое содействует турецкому фашизму. - «Эль Аль» — в связи с сионизмом… |
| 19 мая        | 1980      | Франция, Марсель             | Была обнаружена и обезврежена ракета, нацеленная на турецкое консульство в Марселе. Ответственность на себя взяла АСАЛА и группа, именующая себя «Чёрным Апрелем». |
| 31 июля       | 1980      | Греция, Афины                | Атташе по вопросам управления в турецком посольстве в Афинах Галиб Озман и его семья, находясь в машине, подверглись нападению армянских боевиков. Галиб и его 14-летняя дочь Неслихан погибли. Его жена Севиль и 16-летний сын Каан получили ранения. |
| 5 августа     | 1980      | Франция, Лион                | Двое армянских боевиков ворвались в здание турецкого консульства в Лионе и потребовали у швейцара показать им местонахождение консула. Затем они открыли огонь, в результате чего двое очевидцев погибло и несколько получили ранения. |
| 26 сентября   | 1980      | Франция, Париж               | Дважды стреляли в советника турецкого посольства по вопросам прессы в Париже Сельжука Бакалбаши, когда тот заходил к себе домой. Бакалбаши выжил, но вследствие ранений оказался парализованным. |
| 3 октября     | 1980      | Швейцария, Женева            | В результате взрыва получили ранения 2 армянских боевика, которые готовили бомбу в своем гостиничном номере в Женеве. Швейцарская полиция арестовала обоих: Сюзи Махсереджяна из Каноза Парк, Калифорния и Александра Енигомшяна. Их арест стал поводом для образования нового «филиала» АСАЛА (группы, к которой они принадлежали), называемого «Организация 3 октября», которая впоследствии совершала нападения на швейцарские учреждения по всему миру. |
| 3 октября     | 1980      | Италия, Милан                | Два итальянца получили ранения в результате взрыва перед зданием турецкой авиатранспортной компании. |
| 5 октября     | 1980      | Испания, Мадрид              | В результате взрыва были разрушены здания итальянской авиакомпании «Ал Италия». 12 человек получили ранения. |
| 10 октября    | 1980      | Ливан, Бейрут                | В Западном Бейруте перед швейцарскими учреждениями были произведены взрывы. Несколько дней спустя группа, именующая себя «Организация 3 октября» взяла ответственность за взрывы, что сделали и другие группы, совершающие подобные акции в швейцарских учреждениях Англии. |
| 12 октября    | 1980      | Великобритания, Лондон       | В результате взрыва были повреждены здания турецкого бюро по туризму и информации в Лондоне. |
| 12 октября    | 1980      | Великобритания, Лондон       | В результате взрыва был поврежден швейцарский торговый комплекс в центре Лондона. Из телефонных звонков в телеграфные агентства выяснилось, что взрыв — работа «Организация 3 октября». |
| 13 октября    | 1980      | Франция, Париж               | В результате взрыва было повреждено здание швейцарского бюро по туризму в Париже. Ответственность на себя взяла группа под названием «Организация 3 октября». |
| 21 октября    | 1980      | Швейцария, Интерлакен        | В швейцарском поезде, следовавшем из Парижа в Интерлакен, была найдена не взорвавшаяся бомба замедленного действия. Органы правопорядка полагают, что бомба была подложена «Организацией 3 октября». |
| 4 ноября      | 1980      | Швейцария, Женева            | Здание швейцарского суда в Женеве было сильно повреждено в результате взрыва. Швейцарские власти объявили, что, по их мнению, бомба — это дело рук двух боевиков из АСАЛА (Сюзи Махсереджяна и Александра Енигомшяна), арестованных 3 октября 1980. Впоследствии ответственность за врыв взяла на себя «Организация 3 октября». |
| 9 ноября      | 1980      | Франция, Страсбург           | В результате взрыва было сильно повреждено здание Турецкого консульства в Страсбурге. Ответственность за взрыв взяла на себя АСАЛА, действующая совместно с группой, именующей себя «Турко-курдская рабочая партия». |
| 10 ноября     | 1980      | Италия, Рим                  | 5 человек получили ранения в результате взрывов зданий швейцарской авиатранспортной компании в Риме и швейцарского бюро по туризму. Ответственность за взрывы сразу же взяла на себя «Организация 3 октября». Впоследствии то же самое сделали АСАЛА и «Турко-курдская рабочая группа». |
| 19 ноября     | 1980      | Италия, Рим                  | В результате взрыва были повреждены здания, в которых располагались представители бюро по туризму Турецкого посольства и турецкой авиатранспортной компании. |
| 25 ноября     | 1980      | Швейцария, Женева            | В результате взрыва были нанесены повреждения зданию Объединения швейцарских банков в Женеве, при этом пострадал один человек. Ответственность за взрыв взяла на себя «Организация 3 октября». |
| 5 декабря     | 1980      | Франция, Марсель             | В Марселе полицейский эксперт обезвредил бомбу, подложенную в Швейцарское консульство. Органы правопорядка полагают, что бомба была заложена «Организацией 3 октября». |
| 25 декабря    | 1980      | Швейцария, Цюрих             | В результате взрыва был выведен из строя контрольный аппарат радиолокационной установки в аэропорту Клотен (Цюрих). Вторая же бомба, заложенная на главной взлетно-посадочной полосе аэропорта, была обезврежена специальным отрядом экспертов. Ответственность взяла на себя «Организация 3 октября». |
| 29 декабря    | 1980      | Испания, Мадрид              | Получил серьёзные ранения испанский репортер, присутствовавший при расследование причин взрыва в здании компании «Суис Эйр» в Мадриде (когда он передавал по телефону сведения в свою газету, взорвалась вторая бомба, как раз вблизи той телефонной будки, где он находился). Ответственность за два взрыва взяла на себя «Организация 3 октября». |
| 30 декабря    | 1980      | Ливан, Бейрут                | В Бейруте были взорваны здания компании «Кредит-Суис». Ответственность за взрыв взяла на себя «Организация 3 октября». |
| 4 марта       | 1981      | Франция, Париж               | Двое армянских боевиков открыли огонь по Рошату Морали (атташе по вопросам труда в Турецком посольстве в Париже), Теселли Ари (ответственное лицо по делам религии в посольстве) и Илькаю Каракошу (представителю «Анадолу Банк» в Париже) в то время, когда они выходили от Морали и садились в свои машины. Первым пуля настигла Теселли Ари. Морали и Каракош попытались спастись бегством. Морали, который хотел было спрятаться в кафе, был вытолкнут на улицу хозяином и застрелен боевиками, в то время как Каракошу удалось спастись. Террористы, которых видели многие прохожие, скрылись. Теселли Ари, которого серьёзно ранили в самом начале нападения, скончался на следующий день в парижской больнице. Группа АСАЛА «Шаан Натали» взяла на себя ответственность за убийство. |
| 12 марта      | 1981      | Иран, Тегеран                | Группа боевиков напала на турецкое посольство в Тегеране; были убиты двое охранников. Двое из боевиков были пойманы местными властями и позже казнены. |
| 24 сентября   | 1981      | Франция, Париж               | Операция ВАН |
| 3 октября     | 1981      | Швейцария, Женева            | В результате взрыва были разрушены здания Главпочты и Городского суда Женевы. Оказалось, что в этом суде должен был состояться судебный процесс по делу об убийстве, совершенным одним из членов АСАЛА. Ответственность за взрыв, при котором один человек получил легкие ранения, взяла на себя группа из АСАЛА «Организация 9 июня». |
| 25 октября    | 1981      | Италия, Рим                  | Армянским боевиком было совершено покушение на второго секретаря Турецкого посольства в Риме Гёкберка Эргенекона. Раненый в руку Эргенекон вышел из машины и открыл ответный огонь по боевику. Боевик, будучи раненым, сумел скрыться с места происшествия. АСАЛА взяла на себя ответственность за покушение, совершенное в честь «Отряда смертников 24 сентября», то есть в честь армянских боевиков из АСАЛА, занявших Турецкое консульство в Париже. |
| 5 ноября      | 1981      | Франция, Париж               | На парижском вокзале «Гар де Лион» произошёл взрыв, в результате которого один человек получил ранения; были значительно повреждены камеры хранения багажа. Впоследствии ответственность за взрыв взяла армянская организация, именующая себя «Организация Орли». |
| 12 ноября     | 1981      | Ливан, Бейрут                | Одновременно взорвались бомбы перед тремя французскими учреждениями в Бейруте: - Французский культурный центр; - Здание компании «Эйр Франс»; - Дом французского консула. При этом никто не пострадал, был только нанесен значительный материальный ущерб. Ответственность на себя взяла «Организация Орли» (названная так в честь армянина, арестованного во Французском аэропорту Орли по обвинению в использовании фальшивых документов), которая потребовала немедленного освобождения из-под стражи обвиненного в диверсиях Монте Мелконяна, армянина американского происхождения, задержанного во Франции. |
| 28 января     | 1982      | США, Лос-Анджелес            | Генеральный конул Турции в Лос-Анджелесе Кемаль Арикан был убит в своей машине по пути на работу. Когда он остановился на красный свет, к нему подошли двое неизвестных и изрешетили пулями его автомобиль. Свидетели запомнили номер машины, на которой скрылись преступники, и в тот же день полиция арестовала 19-летнего эмигранта из Ливана Хампига Сасуняна. Его сообщнику удалось бежать в Ливан. Ответственность за убийство взяла на себя ДжСАГ. Суд присяжных признал Сасуняна виновным в предумышленном убийстве и установил, что Сасунян убил турецкого дипломата из-за его национальной принадлежности. Судья Генри Нельсон приговорил Сасуняна к пожизненному заключению без права досрочного освобождения, заявив, что «на улицах Лос-Анджелеса турок не имеет права убить армянина, потому что тот армянин, а армянин не имеет права убить турка, потому что тот турок», и выразив надежду, что «армянская община больше не пришлет нам новых Сасунянов». В 2002 году Сасунян признался в участии в убийстве, в обмен на то, что ему разрешили подать прошение о помиловании в 2007 году, после 25 лет тюремного заключения, однако в августе 2006 года ему было отказано в досрочном освобождении. |
| 8 апреля      | 1982      | Канада, Оттава               | Было совершенно нападение на коммерческого советника турецкого посольства в Оттаве Кани Гюнгора. Гюнгор попал под обстрел, который вёлся с разных направлений, в гараже под домом, где находилась его квартира. Одна пуля попала в ногу, другая в позвоночник. В результате нападения боевиков Гюнгор был тяжело ранен. Два дня спустя семнадцатилетний член АСАЛА, помогавший разведывать цели в Оттаве, доставил письмо в офис United Press International в Лос-Анджелесе, в котором ответственность за нападение брала на себя АСАЛА. |
| 4 мая         | 1982      | США, Массачусетс Сомервилл   | Был убит почётный генеральный консул Турции в Бостоне Орхан Гюндюз. Нападение было спланировано аналогично нападению на Кемаль Арикана. Бандит-одиночка подошёл к автомобилю консула и выстрелив в окно убежал. Убийца не был задержан. Ответственность за убийство взяла на себя ДжСАГ. |
| 7 августа     | 1982      | Турция, Анкара               | Подвёргся нападению Анкарский аэропорт «Эсенбога», в котором двое армянских террористов, вооруженных пистолетом и гранатами, открыли огонь в зале ожидания, где находился отряд турецких военнослужащих. В ресторане аэропорта один из террористов захватил более 20 заложников, а другой тем временем был схвачен полицией. В ходе перестрелки с террористом, захватившим заложников, были убиты 9 человек (среди их один американец и гражданин ФРГ), а 82 человека получили ранения. Ответственность за нападение взяла на себя АСАЛА. Один из террористов Зохраб Саркисян был убит, а задержанный полицией второй террорист Левон Экмекджян был привлечен к судебной ответственности, признан виновным и повешен турецкими властями. Ему посвящено стихотворение Сильвы Капутикян «Дождь идет, сынок!». |
| 8 августа     | 1982      | Франция, Париж               | Французским специальным отрядом была обезврежена бомба, найденная около телефонного центра в Парижском «семнадцатом районе». Ответственность взяла на себя «Организация Орли». |
| 27 августа    | 1982      | Канада, Оттава               | Военный атташе Турции в Канаде, полковник Атилла Алтыкат был застрелен боевиком ДжСАГ. Это стало первым дипломатическим убийством в истории Канады. Премьер-министр Канады Пьер Трюдо заявил, что он «шокирован и безмерно опечален» этим «варварским и бессмысленным убийством». 20 сентября 2012 года в Оттаве был открыт памятник посвящённый полковнику Алтыкат. На церемонии открытия присутствовали министры иностранных дел Турции и Канады,Ахмет Давутоглу и Джон Бэрд. |
| 24 мая        | 1983      | Бельгия, Брюссель            | Были осуществлены взрывы перед культурно-информационными центрами Турецкого посольства, а также турецкого бюро путешествий («Мармара») в Брюсселе. Директор агентств путешествий, итальянец по национальности, был ранен в результате взрыва. |
| 16 июня       | 1983      | Турция, Стамбул              | Операция «Акоп Акопян»: Армянский боевик Мкртич Мадарян предпринял акцию на всемирно известном «крытом стамбульском рынке». Он был вооружен ручными гранатами и автоматическим оружием. В результате этой акции погибли: несколько турок и сам Мадарян, 21 человек был ранен. |
| 14 июля       | 1983      | Бельгия, Брюссель            | Атташе при посольстве Турции в Брюсселе Дурсун Аксой был застрелен в своей машине. Три группы — АСАЛА, ДжСАГ и доселе неизвестная организация «Армянская Революционная Армия», взяли на себя ответственность за это убийство. |
| 15 июля       | 1983      | Франция, Париж               | Взрыв в аэропорту Орли. У кассы турецких авиалиний в Париже в аэропорту Орли в результате взрыва погибло 8 человек. Среди них четыре француза, два турка, один американец, один швед. Кроме того, 55 человек получили ранения. Двадцатидевятилетний сирийский армянин по имени Варужан Карапетян, который являлся главой французского отделения АСАЛА, признался в организации взрыва, а также в том, что бомба должна была взорваться на борту самолёта. В 1985 году французский суд приговорил его к пожизненному заключению. После более чем 17 лет отсидки Карапетян был депортирован в Армению, где был встречен на государственном уровне. |
| 27 июля       | 1983      | Португалия, Лиссабон         | Армянскими террористами были взяты в заложники сотрудники посольства Турции в Лиссабоне. В результате преждевременного взрыва бомбы были убиты пять террористов, а также погибли португальский полицейский и жена поверенного в делах. |
| 28 марта      | 1984      | Иран, Тегеран                | Была предпринята серия запланированных покушений на дипломатов Турции в иранской столице Тегеране. Имели место следующие инциденты: - Двое армянских боевиков обстреляли и тяжело ранили Исмаили Памукчу. Старший сержант был доставлен в отделение турецкого военного атташе в Тегеране. - Хасан Сервет Октем, первый секретарь посла Турции, был легко ранен в результате предпринятой боевиками попытки покушения, когда он выходил из своего дома; - Ибрагим Оздемир — административный атташе посольства Турции сообщил иранскому полицейскому о двух лицах подозрительной наружности, стоящих напротив его дома. Они были задержаны иранскими властями; - В два часа дня иранской полицией были задержаны трое армянских боевиков, находившихся перед представительством Турецкого посольства; - Армянский боевик погиб в результате преждевременного взрыва бомбы, которую он пытался вмонтировать в автомобиль помощника советника по финансовым вопросам при Турецком посольстве. Советник Ишил Унель не пострадал. Погибший боевиком был опознан, как армянин по имени Сурен Грегорян. |
| апрель        | 1991      | Россия                       | Подполковник внутренних войск СССР Владимир Блахотин был убит террористами армянского происхождения в апреле 1991 года. Он был убит по ошибке, вместо бывшего военного коменданта НКАО генерала Сафонова, которого армяне приговорили к смерти. Идеологом и организатор убийства был Акоп Багманян. В КПП части, где служили Сафонов и Блахотин, террористы пытались выяснить адрес и номер автомобиля Сафонова. Но там, по ошибке был указан номер автомобиля Блахотина, что и стало роковой причиной убийства последнего. |
| декабрь       | 1991      | Венгрия                      | Нападение на посла Турции в Венгрии. |